# Varduri
Varduri (Varduhri) foi um oficial sassânida do século VII, ativo durante o reinado do xá Cosroes II (r. 590–628).

## Vida

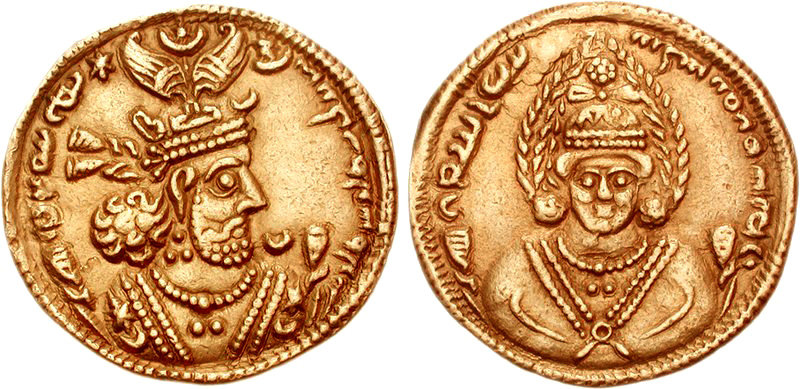
Dinar de r.

Sua existência é atestada apenas na História de Taraunitis de João Mamicônio, obra considerada não fiável, e autores como Christian Settipani põe dúvida a sua existência. Aparece durante o reinado do imperador Heráclio (r. 610–641), quando é enviado pelo xá Cosroes II (r. 590–628) com 50 600 homens contra Taraunitis com a missão de atacar o Mosteiro de Glaco e capturar os ossos dos falecidos príncipes da família Mamicônio, seus inimigos. Ao chegar, foi confrontado por Vaanes III e seu filho Tigranes I e de início se recusa a lutar com suas tropas, dizendo: "Vou ver o que eles fazem."
Ao perceber que os armênios venciam, parte ao combate e defronta Tigranes, a quem diz: "Feiticeiro! Você é exaltado em feitiçaria, e por feitiçaria venceu os cajes persas". Tigranes respondeu: "Se sou feiticeiro, então obedeça um momento, para que eu possa lhe mostrar o rabo do seu cavalo." E Tigranes rapidamente arrancou o pé direito de Varduri junto com as grevas. Varduri inclinou-se para o lado e caiu e Tigranes disse: "Varduri, não me culpe. Sua cabeça estava curvada e fez você cair. Deixe-me equilibrar sua carga." E ele cortou sua cabeça e deu a um servo, dizendo: "Guarde isto para quando acamparmos em Matravanque e jogue polo na frente da igreja de São Precursor, pois foi Varduri quem insultou os clérigos de Precursor." O abade então leva sua cabeça aos clérigos que acompanhavam o exército armênio.